# Marianne Werner
Marianne Werner   (Dülmen, 4 de gener de 1924 - Dortmund, 22 de juliol de 2023), nascuda Schulze-Entrup i posteriorment Ader, fou una atleta alemanya, especialista en el llançament de pes i disc, que va competir durant les dècades de 1940 i 1950.
El 1952 va prendre part en els Jocs Olímpics d'Estiu de Hèlsinki, on va disputar dues proves del programa d'atletisme. Guanyà la medalla de plata, rere Galina Zybina, en la prova del llançament de pes, mentre en el llançament de disc fou novena. Quatre anys més tard, als Jocs de Melbourne, tornà a disputar dues proves del programa d'atletisme. Guanyà la medalla de bronze, rere les soviètiques Tamara Tyshkevich i Galina Zybina, en la prova del llançament de pes, mentre en el llançament de disc fou desena.
En el seu palmarès també destaca una medalla d'or en el llançament de pes del Campionat d'Europa d'atletisme de 1958 i setze campionats nacionals de la República Federal Alemanya, cinc en disc (1947, de 1951 a 1954), sis en pes (1953, 1954, 1956 a 1959) i cinc de pes en pista coberta (1955 a 1959). Entre 1954 i 1958 va batre el rècord nacional de llançament de pes en diverses ocasions fins a situar-lo en 15,84 metres.
El 1958 fou escollida esportista alemanya de l'any. El 1961, conjuntament amb el seu primer marit va escriure el llibre Methodik der Wurfdisziplinen für Schule und Verein.

## Millors marques
- Llançament de pes. 15,84 metres (1958)
- Llançament de disc. 48,36 metres (1955)[1][8]